# James Dewar
James Dewar (20 de septiembre de 1842–27 de marzo de 1923) fue un físico y químico escocés. Profesor en la Universidad de Cambridge, es conocido tanto por ser el inventor del depósito aislante que lleva su nombre, el vaso Dewar, como por sus estudios de los gases a bajas temperaturas, siendo el primero en obtener hidrógeno líquido  en 1898, e hidrógeno sólido en 1899. En 1905 descubrió que el carbón frío podía producir vacío, una técnica que fue muy útil para la experimentación en física atómica.
Junto con Sir Frederick Augustus Abel desarrolló explosivos sin humo, cuyo nombre común es cordita.

## Biografía
James Dewar nació en Kincardine, Perthshire (ahora Fife) en 1842, siendo el más joven de los seis hijos de Thomas Dewar, viticultor, y de su esposa, Ann Eadie. James fue educado en la Escuela Parroquial de Kincardine y posteriormente en la Dollar Academy. Perdió a sus padres cuando tenía 15 años, poco después de salir de la Academia, pero todavía pudo asistir a la Universidad de Edimburgo. Allí estudió química como alumno de Lyon Playfair y se convirtió en su asistente personal. También estudió con August Kekulé en la Universidad de Gante.
Estuvo ligado a la Royal Institution de Londres a lo largo de 46 años.
James Dewar murió en la Royal Institution de Londres en 1923, siendo todavía Profesor Fulleriano de Química, después de haberse negado a retirarse. Fue incinerado en el Crematorio de Golders Green (Londres), donde permanecen sus cenizas. Le sobrevivió su esposa, lady Helen Rose Dewar (de soltera Banks), con la que se había casado en 1871 y no tuvo hijos.

## Carrera
En 1875, Dewar fue elegido Profesor Jacksoniano de Filosofía Natural Experimental en la Universidad de Cambridge, convirtiéndose en miembro de la Peterhouse. Fue nombrado miembro de la Royal Institution y más tarde, en 1877, reemplazó al Dr. John Hall Gladstone en el papel de Profesor Fulleriano de Química. Dewar fue también Presidente de la Chemical Society en 1897 y de la Asociación Británica para el Avance de la Ciencia en 1902, además de servir en la Royal Commission establecida para examinar el suministro de agua de Londres (Royal Commission Appointed to Inquire into the Water Supply of the Metropolis) de 1893 a 1894 y al Comité de Explosivos. Mientras trabajó en la Comisión de Explosivos, desarrolló con Frederick Augustus Abel la cordita, un tipo de pólvora sin humo.
En 1867 Dewar describió varias fórmulas químicas para el benceno. Irónicamente, una de las fórmulas, que no representa el benceno correctamente y no fue defendida por Dewar, a veces se llama todavía benceno de Dewar.  En 1869 fue elegido miembro de la Royal Society of Edinburgh, siendo propuesto por su antiguo mentor, Lyon Playfair.
Su obra científica abarca un amplio campo, con artículos sobre química orgánica, el hidrógeno y sus constantes físicas, la investigación de altas temperaturas, la temperatura del Sol y de la chispa eléctrica, electrofotometría, y la química del arco eléctrico.
Con el profesor John Gray McKendrick, de Glasgow, investigó la acción de la luz y examinó los cambios fisiológicos que se producen en el estado eléctrico de la retina bajo su influencia. Con el profesor G. D. Liveing, uno de sus colegas en Cambridge, comenzó en 1878 una larga serie de observaciones espectroscópicas, incluyendo el examen espectroscópico de varios elementos gaseosos separados del aire atmosférico con la ayuda de las bajas temperaturas; se le unió el profesor J. A. Fleming, de University College de Londres, en la investigación del comportamiento eléctrico de las sustancias enfriadas a temperaturas muy bajas.

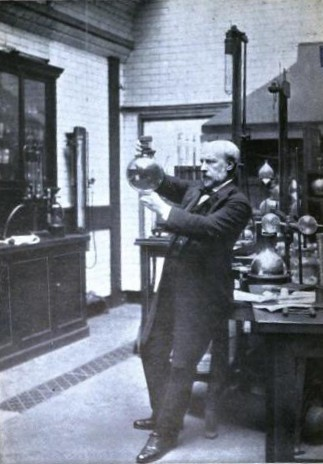
Sir James Dewar trabajando en su laboratorio

Su nombre es más conocido en relación con su trabajo en la licuefacción de los llamados gases permanentes y sus investigaciones a temperaturas próximas al cero absoluto. Su interés en esta rama de la física y química se remonta por lo menos hasta 1874, cuando analizó el "Calor latente de los gases licuados" ante la Asociación Británica. En 1878, dedicó una conferencia en la Royal Institution a la entonces reciente obra de Louis Paul Cailletet y de Raoul Pictet, y expuso por primera vez en Gran Bretaña el funcionamiento del aparato de Cailletet. Seis años más tarde, de nuevo en la Royal Institution, describió las investigaciones de Zygmunt Florenty Wróblewski y Karol Olszewski,(los primeros científicos del mundo en conseguir licuar oxígeno y nitrógeno, en 1883) e ilustró por primera vez en público la licuefacción del oxígeno y del aire. Poco después, construyó una máquina desde la que el gas licuado podría extraerse a través de una válvula para su uso como agente de enfriamiento, antes de utilizar el oxígeno líquido en el trabajo de investigación relacionado con los meteoritos; casi al mismo tiempo, también fue capaz de obtener oxígeno en estado sólido.

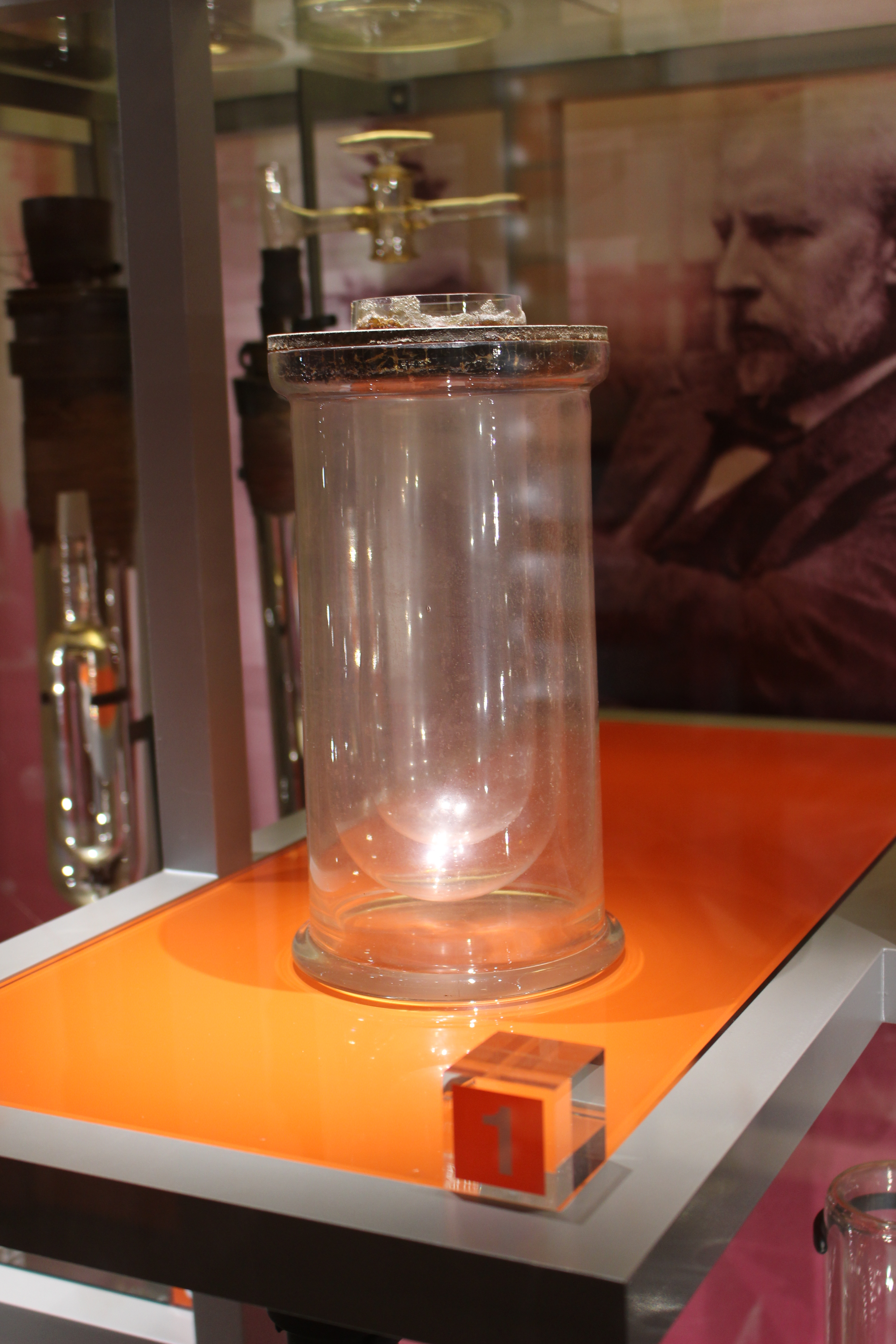
Vaso de vacío de James Dewar en el museo de la Royal Institution

En 1891, diseñó y construyó en la Royal Institution maquinaria para producir oxígeno líquido en cantidades industriales, y hacia el final de ese año, se demostró que tanto el oxígeno líquido y como el ozono líquido son fuertemente atraídos por un imán. Hacia 1892, tuvo la idea de utilizar vasos con camisa de vacío para el almacenamiento de gases licuados (el vaso Dewar, también conocido como termo, por conservar tanto el calor como el frío), la invención por la que se hizo más famoso. El vaso de vacío era tan eficaz evitando el paso del calor exterior, que hizo posible preservar líquidos durante períodos relativamente largos, facilitando el examen de sus posibles propiedades ópticas. Dewar no se pudo beneficiar de la adopción generalizada de su vaso de vacío porque perdió un caso judicial contra la empresa Thermos relativo a la patente de su invención. Mientras Dewar fue reconocido como el inventor, dado que no patentó su descubrimiento, no pudo evitar su uso por otros.
Experimentó con flujos de hidrógeno a alta presión, generando bajas temperaturas mediante el Efecto Joule-Thomson, y los buenos resultados que obtuvo le llevaron a construir en la Royal Institution una gran máquina de refrigeración regenerativa. Con el uso de esta máquina, en 1898 consiguió producir hidrógeno líquido por primera vez, y en 1899 hidrógeno sólido. A continuación trató de licuar el gas restante, helio, que se licúa a -268,9 °C, pero debido a una serie de factores, incluyendo la falta de helio con el que trabajar, Dewar fue precedido por Heike Kamerlingh Onnes como la primera persona en producir helio líquido, en 1908. Onnes más tarde recibiría el Premio Nobel de Física por sus investigaciones sobre las propiedades de la materia a bajas temperaturas. Dewar fue nominado varias veces, pero nunca nunca obtuvo el Nobel.
En 1905, empezó a investigar las propiedades de absorción de gases del carbón cuando se enfría a bajas temperaturas, y lo aplicó a su investigación para la creación de alto vacío, necesario para otros experimentos de física atómica. Dewar continuó su trabajo de investigación de las propiedades de los elementos a bajas temperaturas, específicamente en la calorimetría de baja temperatura, hasta el estallido de la Primera Guerra Mundial. Los laboratorios de la Royal Institution perdieron gran parte de su personal por el esfuerzo bélico, y después de la guerra Dewar perdió el interés en reiniciar el riguroso trabajo de investigación que había realizado antes de la guerra, dedicándose desde entonces a la investigación de la tensión superficial en las burbujas de jabón, en lugar de seguir trabajando en las propiedades de la materia a bajas temperaturas.

## Publicaciones
- Dewar, James (1899-10). «Sur la solidification de l'hydrogène». Annales de Chimie et de Physique (en francés).
- Dewar, James (1901).  Royal Society, ed. Bakerian Lecture (en inglés).
- Dewar, James (1878). «A Soap Bubble».  En Royal Institution of Great Britain, ed. Royal Institution Christmas Lectures (en inglés).
- Dewar, James (1880). «Atoms».  En Royal Institution of Great Britain, ed. Royal Institution Christmas Lectures (en inglés).
- Dewar, James (1883). «Alchemy in Relation to Modern Science».  En Royal Institution of Great Britain, ed. Royal Institution Christmas Lectures (en inglés).
- Dewar, James (1885). «The Story of a Meteorite».  En Royal Institution of Great Britain, ed. Royal Institution Christmas Lectures (en inglés).
- Dewar, James (1886). «The Chemistry of Light and Photography».  En Royal Institution of Great Britain, ed. Royal Institution Christmas Lectures (en inglés).
- Dewar, James (1888). «Clouds and Cloudland».  En Royal Institution of Great Britain, ed. Royal Institution Christmas Lectures (en inglés).
- Dewar, James (1890). «Frost and Fire».  En Royal Institution of Great Britain, ed. Royal Institution Christmas Lectures (en inglés).
- Dewar, James (1893). «Air: Gaseous and Liquid».  En Royal Institution of Great Britain, ed. Royal Institution Christmas Lectures (en inglés).
- Dewar, James (1912). «Christmas Lecture Epilogues».  En Royal Institution of Great Britain, ed. Royal Institution Christmas Lectures (en inglés).

## Reconocimientos y honores
Dewar nunca fue galardonado por la Academia Sueca con el Premio Nobel, aunque fue propuesto como candidato seis veces. Sin embargo fue reconocido por muchas otras instituciones, tanto antes como después de su muerte, tanto en Gran Bretaña como en el extranjero:
- (1877) Miembro de la Royal Society
- (1899) Medalla de oro de Hodgkins de la Smithsonian Institution por sus contribuciones al conocimiento de la naturaleza y las propiedades del aire atmosférico.
- (1901) Bakerian Lecture[8]
- (1894) Medalla Rumford
- (1904) Medalla Lavoisier de la Academia de Ciencias de Francia (fue el primer británico en recibirla)
- (1906) Medalla Matteucci de la Sociedad Italiana de Ciencias (fue el primer galardonado)
- (1909) Medalla Davy
- (1916) Medalla Copley

Fue nombrado caballero en 1904 y galardonado con el Gunning Victoria Jubilee Prize de 1900 a 1904 por la Royal Society of Edinburgh, y en 1908, fue galardonado con la Albert Medal de la Royal Society of Arts.

## Familia
Se casó con Helen Rose Banks en 1871. No tuvieron hijos. Helen era cuñada del político y juez unionista escocés Charles Dickson, Lord Dickson, y del matemático y experto en electricidad James Douglas Hamilton Dickson.
El sobrino de Dewar, el doctor Thomas William Dewar FRSE (1861–1931), fue un artista aficionado, que pintó un retrato de Sir James Dewar. Presumiblemente, también es el mismo Thomas William Dewar que fue mencionado como albacea en el testamento de James Dewar, finalmente sustituido "sin oposición" por la esposa de Dewar.

## Eponimia
- El vaso Dewar, un recipiente aislante para contener gases a baja temperatura.
- El cráter lunar Dewar lleva este nombre en su honor.
- El asteroide (9420) Dewar lleva este nombre en su memoria.[13]